# Barwoodite
La barwoodite (simbolo IMA: Bwo) è un minerale rarissimo del gruppo della welinite appartenente alla classe minerale dei "silicati e germanati" con composizione chimica Mn2+6(Nb5+,☐)2(SiO4)2(O,OH)6
Strutturalmente appartiene ai nesosilicati.

## Etimologia e storia
La barwoodite è stata chiamata così in onore di Henry L. Barwood (1947 - 2016), professore di geologia presso la Troy University (Troy, Alabama).
Il campione tipo è depositato nelle collezioni mineralogiche del "Natural History Museum of Los Angeles County" (Los Angeles, Stati Uniti) con i numeri di catalogo 66634, 66635, 66636 e 66637.

## Classificazione
Essendo stata approvata come specie minerale a sé stante nel 2017, la barwoodite non è elencata nella Classificazione Nickel-Strunz, conosciuta anche come nona edizione della sistematica di Strunz e aggiornata dall'Associazione Mineralogica Internazionale (IMA) fino al 2009.
Nell'edizione successiva, proseguita dal database "mindat.org" e chiamata Classificazione Strunz-mindat, la barwoodite è elencata nella classe dei "silicati (germanati)" e nella sottoclasse dei "nesosilicati"; questa è ulteriormente suddivisa in base alla struttura del minerale, in modo che la barwoodite possa essere trovata nella sezione dei "nesosilicati con anioni aggiuntivi; cationi in [4], [5] e/o soltanto coordinazione [6]", dove forma il sistema nº 9.AF insieme a chegemite e jingwenite-(Y).

## Abito cristallino
La barwoodite cristallizza nel sistema trigonale nel gruppo spaziale P3 (gruppo nº 143) con parametri reticolari a = 8,2139(10) Å e c = 4,8117(4) Å, oltre ad avere 1 unità di formula per cella unitaria.

## Origine e giacitura
La barwoodite è stata trovata in cavità miarolitiche nella pegmatite in un plutone di sienite nefelinica; la barwoodite qui era associata a egirina, albite, analcime, chamosite-pennantite, eggletonite, kupletskite, muscovite, natrolite, ortoclasio, quarzo e zircone.
La barwoodite è un minerale molto raro ed è stato trovato solo nella sua località tipo, la "Cava Big Rock" presso Little Rock nella contea di Pulaski in Arkansas (Stati Uniti); sempre nei pressi di questo sito, la barwoodite è stata trovata anche nella "Cava di granito nº1", sempre a Little Rock.